# Iglesia reformada en los Estados Unidos
La Iglesia Reformada en los Estados Unidos (RCUS por sus siglas en inglés) es una denominación cristiana protestante en los Estados Unidos. La RCUS actual es una rama calvinista confesionalista (conservadora). Sostiene los principios de la Reforma: Sola scriptura (solo por medio de la Escritura), Solo Christo (solamente Cristo), Sola gratia (solamente la gracia), Sola fide (solo por la Fe Dios salva), y Soli Deo gloria (solamente Gloria para Dios). La RCUS se encuentra muy concentrada en California, Colorado, y Dakota del Sur.

## Historia
Originalmente denominada como Iglesia Reformada Alemana, la RCUS se organizó en el siglo XVIII cuando los colonos alemanes llegan a América. Estos en su gran mayoría pertenecían a la Iglesia reformada neerlandesa (en la actualidad la Iglesia Reformada en América), formaron su propio sínodo a finales del siglo. Durante el siglo XIX existieron controversias en la medida que la Iglesia Reformada Alemana debatió temas tales como el avivamiento y especialmente la Teología de Mercersburgo de John Nevin y Philip Schaff.
En el siglo XX la RCUS se desplazó especialmente hacia el ecumenismo. Algunos de sus miembros, que eran más conservadores en los aspector teológicos, se unieron y formaron el "Eureka Classis" de la RCUS para continuar con un culto clásico reformado. La RCUS se unió con el Sínodo Evangélico de Norteamérica (ESNA) en 1934 para formar la Iglesia Reformada y Evangélica. Los clasicistas de Eureka, abjuraron de este cambio y decidieron continuar su existencia con la denominación de Iglesia Reformada "Continuadora" en los Estados Unidos. Los clasicistas principalmente objetan la mezcla en ESNA de enseñanzas luteranas con prácticas calvinistas; la mayoría de sus iglesias y miembros descienden de la inmigración de finales del siglo XIX desde Alemania donde el confesionalismo reformista había ganado presencia o de la región del río Volga en Rusia, quienes étnicamente eran alemanes pero habían estado aislados de las influencias liberales en su madre patria. En cambio, la mayoría de las iglesias, clases y sínodos más al este de la RCUS habían asimilado en gran medida la forma generalizada de protestantismo norteamericano, con decisivos enfoques ecuménicos.